# 山下達郎
山下達郎（1953年2月4日—），為日本男性創作歌手、作曲家、編曲家、音樂製作人。
東京都立竹早高等學校畢業、明治大學法學系中輟。所屬經紀公司為SMILE COMPANY，以及與妻子共同經營的個人事務所（管理著作權用）「Tenderberry & Harvest」（山下部分為「株式會社Tenderberry Music」）。其妻為創作歌手竹內瑪莉亞，同時擔任竹內的音樂編曲與製作人。

## 人物簡介
山下達郎是日本樂壇深受1960年代美國流行與搖滾樂影響，並持續創作優質音樂的音樂人。也是無伴奏重唱（a cappella）、Doo-wop和聲樂風相關權威人物之一。重視和聲，將自己的配唱部分以多重錄音方式構成「一人無伴奏重唱」的手法也廣為所知。對於音樂方面的製作要求極為嚴謹，並由於這樣的製作態度而被敬稱為「音樂匠人」。
他在錄音時基本上除了主唱、和音之外，包括在編曲時的吉他、電腦的節拍編排，甚至連電子合成樂器、打擊樂器都獨自包辦，也曾有因應曲目的情況，出現過整首曲子全部都由他一人擔任演奏的例子（在竹内玛丽亚的作品中亦同）。雖然他本人在接受雜誌採訪時相當謙虛，但他的吉他演奏功力，尤其是充滿獨特時間感的16分音符拍點節奏掌控方面，就連專職的吉他手都極為肯定。
不過關於音樂活動，他個人曾揭櫫了三個信念。
1. 不在日本武道館規模以上的會場辦演唱會（他曾公開表示對日本武道館這類大型會場的音響效果存疑，以及在會場中坐在最後排得用望遠鏡欣賞的狀態，認為對觀眾相當失禮），但其妻竹内玛丽亚在武道館舉辦演唱會時，他以伴奏樂手名義參與。
2. 不上電視。然而他雖然不上電視，但卻常在平面媒體刊載照片。
3. 不寫書。

當初他甚至連歌友會都沒有組織的打算，直到1991年專輯『ARTISAN』發表時，才正式成立了官方歌友會。
另外為了不想破壞聽眾在聽歌時心中所描繪出的意象，以往他一向不拍攝音樂影帶（除了現場錄音精選輯『JOY』的宣傳帶），這是為了防止遭到電視媒體濫用之故。想看到「會動的山下達郎」的人，只有去欣賞演唱會一途。但近年來他的立場開始有所改變，也承認自己以往的想法是偏見，並思考音樂與影像的融合，自單曲以後的作品（包括重發的『RIDE ON TIME』與『LOVELAND ISLAND』，但不包括『Christmas Eve』）已開始製作MV。而MV畫面中他本人通常都會在某段落中出現於畫面某處，不過仍不正面露臉。
山下达郎代表曲包括「DOWN TOWN」（Sugar Babe時期）、「Ride on Time」、「Christmas Eve」等。至於提供其他歌手的作品方面，也出現了如KinKi Kids出道單曲（玻璃少年）等暢銷曲。另外他在SUGAR BABE時代的製作人大瀧詠一自創品牌「Niagara Label」推出的初期作品中，也參與了和音及弦樂方面的編曲，尤其是在大瀧的專輯「NIAGARA CALENDAR '78」中的參與度頗高。另外除了自己的作品之外，山下自1975年左右開始為其他歌手寫歌。並透過音樂製作人小杉理宇造的管道，而開始與傑尼斯事務所有所往來，並曾為許多傑尼斯藝人寫歌（或將自己的過往曲目提供翻唱），包括近藤真彦、少年隊與近畿小子、嵐、木村拓哉等。
山下與他的音樂盟友大瀧詠一，同樣都是唱片與CD收藏家與音響狂熱人士。山下對於搖滾、節奏藍調、流行樂方面的造詣尤其深厚，他個人所收集的黑膠唱片超過六萬片。

## 略歴
- 1953年，生於東京都豐島區，父親出身於神奈川縣川崎市，母親出身於宮城縣仙台市，是家中的獨生子。他出生當時，父母正經營割烹料理店。
- 1965年，就讀豐島區立高田中學校。在達郎就讀初一的第三學期時，因母親的希望家中改行經營糕餅店。全家搬到練馬区平和台，但初中則未轉學。他在中学時代開始收聽電台播放的西洋音樂，開始了音樂的啟蒙。
- 1968年，就讀東京都立竹早高等學校。高中時代在吹奏樂隊中負責打擊樂器。因此後來在自己的樂曲中，也經常擔任鼓手的工作，與日後成為松井證券社長的松井道夫友好。
- 1972年 - 就讀明治大學法學系。高中時代雖然有志於天文學卻遭逢挫折，在重考一年後，為了學習音樂著作權而去念了法學系，但幾乎都沒來上課，只唸了3個月大學就中輟了。至此他開始決定走上音樂之路。
- 1973年 - 與大貫妙子、村松邦男等人共同組成樂團「SUGAR BABE」。雖然以當時的日本樂壇來說是相當嶄新的流行樂風，但卻與當時正蔚為風潮的民謠風，與PUB中流行的硬搖滾相衝突而未能走紅。隨著所屬唱片公司Eric Record倒閉，該團也在各僅發行一張單曲與專輯後宣告解散。另外在這段時期，山下達郎與大貫妙子均參與了荒井（現‧松任谷）由実作品的幕後和音工作。
- 1976年 - 推出個人專輯『CIRCUS TOWN』出道。透過所屬的RCA唱片公司管道，前往紐約、洛杉磯錄音。
- 1980年 - 專輯『RIDE ON TIME』大為暢銷。
- 1982年 - 與竹内まりや結婚。專輯『FOR YOU』發表。同年與RCA解約，轉至Alfa Records（日语：Alfa Records）的附属公司Alfa Moon（現Moon Records（日语：MOON RECORDS））唱片公司。
- 1986年 - 『Christmas Eve』成為百萬暢銷單曲，此曲原收錄於專輯『MELODIES』（1983年）中。
- 1991年 - 專輯『ARTISAN』發表，於「日本唱片大賞」獲頒「專輯大賞」（流行・搖滾部門）。
- 1995年 - 精選輯『Treasures』成為百萬暢銷專輯。
- 1998年 - 專輯『COZY』發表。
- 2005年 - 睽違7年的新專輯『SONORITE』發表。
- 2007年4月6日 - 與妻子竹内まりや迎接銀婚。
- 2012年4月6日 - 迎接結婚30周年（真珠婚）。
- 2015年3月12日 - 獲頒平成26年度（第65屆）藝術選奨文部科学大臣賞（大衆演藝部門）。
- 2016年3月25日 - 『Christmas Eve』連續30年在Oricon單曲銷量周榜首100名，被列入吉尼斯世界紀錄。

## 專輯作品

### 自主製作專輯
1. 『ADD SOME MUSIC TO YOUR DAY』（1972年）

### Sugar Babe
1. 『SONGS』（1975/4/25）

### Niagara Triangle
1. 『Niagara Triangle vol.1』（1976/3/25）（有傳聞表示，當時山下達郎對這張專輯據說是「提不起勁去做」的）
2. 『山下達郎 FROM 』（1980）（由哥倫比亞唱片公司自行編輯的大瀧詠一、山下達郎非公認選曲輯。但配合2009年的重新發售而獲得他們兩人的正式許可，並由中山泰重新設計封套。）

### Solo (RCA/AIR YEARS)
1. 『CIRCUS TOWN』（1976/12/25）
2. 『SPACY』（1977/5/25）
3. 『IT'S A POPPIN' TIME』（1978/5/25）- 兩片裝，收錄於「六本木 PIT INN」舉辦的演唱會錄音。
4. 『GO AHEAD!』（1978/12/20）
5. 『MOONGLOW』（1979/10/21）
6. 『COME ALONG』（1980/3/21）- 最初僅發售錄音帶版本。2002年經官方認證後CD化（當時為非賣品），2017年8月2日，以重新混音版本推出一般販售用CD。
7. 『RIDE ON TIME』（1980/9/21）
8. 『ON THE STREET CORNER』（1980/12/5）-
9. 『FOR YOU』（1982/1/21）
10. 『GREATEST HITS! OF TATSURO YAMASHITA』（1982/7/21） - 本人監修的RCA時代唯一官方精選輯。
11. THE RCA/AIR YEARS LP BOX 1976-1982 （2002年2月20日）– 將RCA/AIR時期的七張專輯再附一片特別追加碟的八片裝黑膠唱片套組，含收藏編號，為初回生產限定盤。
  - Disc1：CIRCUS TOWN
  - Disc2：SPACY
  - Disc3/4：IT'S A POPPIN' TIME
  - Disc5：GO AHEAD!
  - Disc6：MOONGLOW
  - Disc7：RIDE ON TIME
  - Disc8：FOR YOU
  - Disc9：SPECIAL BONUS DISC

### Solo (MOON YEARS)
1. 『Melodies』（1983/6/8），台灣曾由飛碟唱片發行代理版錄音帶，中文標題譯為「吟詠之歌」，也是至目前為止，山下唯一曾在台發行過代理版的音樂作品。
2. 『BIG WAVE（原聲帶）』（1984/6/20）
3. 『Pocket Music』（1986/4/23）
4. 『On The Street Corner 1』（1986/10/25） ，為全曲經重新混音的『ON THE STREET CORNER』重發版。
5. 『On The Street Corner 2』（1986/12/10）
6. （1988/10/19）
7. 『JOY TATSURO YAMASHITA LIVE』（1989/11/1）
8. 『ARTISAN』（1991/6/18）
9. 『Season's Greetings』（1993/11/18）
10. 『Treasures』（1995/11/13），Moon時代的精選輯。
11. 『COZY』（1998/8/26）
12. 『On The Street Corner 3』（1999/11/25）
13. 『Rarities』（2002/1/23）
14. 『SONORITE』（2005/9/14）
15. 『Ray Of Hope』（2011/8/10），初回限定盤中，附有過去曾陸續以單曲CD搭配曲方式發售的演唱會音源合輯CD「JOY1.5」。
16. 『OPUS 〜ALL TIME BEST 1975-2012〜』（2012/9/26），收錄從SUGAR BABE時代至今音樂代表作品的精選輯。
17. 『SOFTLY』（2022/6/22）

### 歌友會郵購CD
1. ADD SOME MUSIC TO YOUR DAY - 1972年，19歲時與友人共作的自主製作專輯。
2. 山下達郎CM全集 Vol.1 (Second Edition)
3. 山下達郎CM全集 Vol.2
4. 山下達郎作品集 Vol.1/THE WORKS OF TATSURO YAMASHITA Vol.1 - 山下達郎以作家身份提供給其他歌手的作品合輯CD。為「山下達郎官方歌友會」的獨自企畫盤，並未做一般販售，但即使非會員也可透過官網購入。

## 單曲（A面：B面）
1. 『DOWNTOWN：』／Sugar Babe(1975/4/25･NAS-1)　＊B面曲的主唱為大貫妙子。
2. 『：』(1976/4/1･LX-2-E)　＊MONO MIX，與CBS發行的專輯「NIAGARA TRIANGLE VOL.1」收錄版本（主唱為伊藤銀次）不同，由山下、伊藤與大瀧詠一三人演唱。
3. 『：』(1979/1/25･RVS-543)
4. 『 -LET'S KISS THE SUN-：潮騒』(1979/4/5･RVS-548)　＊替航空公司所製作的「沖縄」宣傳曲
5. 『：FUNKY FLUSHIN'』(1979/10/21･AIR-501)
6. 『RIDE ON TIME：RAINY WALK』(1980/5/1･AIR-503)＊日立Maxell錄音帶廣告曲（山下達郎本人演出）
7. 『MY SUGAR BABE：DAYDREAM』(1980/10/21･RAS-501)　＊日劇「警視K」（勝新太郎主演）主題歌
8. 『：MUSIC BOOK』(1982/4/5･RAS-508)　＊TBS週五連續劇（放映：1982/3/19～5/21、主演：根津甚八、倍賞千恵子、浅野温子、岡田真澄 等）主題歌
9. 『：DARLIN'』(1983/4/23･MOON-706)　＊全日空「沖縄空遊券」宣傳曲
10. 『：PLEASE LET ME WONDER』(1983/9/28･MOON-710)　＊僅A面為單曲版
11. 『：WHITE CHRISTMAS』(1983/12/14･MOON-13001)　＊另有12吋版單曲唱片
12. 『THE THEME FROM BIG WAVE：I LOVE YOU(PART I & II)』(1984/5/25･MOON-713)　＊B面曲於SUNTORY的中元、歳暮禮品廣告中使用
13. 『：潮騒(LIVE)』(1985/3/25･MOON-719)　＊A面為本田「INTEGRA」汽車廣告曲
14. 『：MERMAID』(1985/11/18･MOON-721)　＊A面曲為北野武主持的綜藝節目片尾曲
15. 『：YOU MAKE ME FEEL BRAND NEW』(1987/5/10･MOON-740)　＊全日空沖縄宣傳活動曲
16. 『GET BACK IN LOVE：FIRST LUCK』(1988/4/25･10SD-3)＊TBS系日劇『海岸物語～昔みたいに』主題歌（廣東版：張立基——《盼你此刻奔向我》）
17. 『・：THE GIRL IN WHITE』(1989/3/10･10SD-22)
18. 『：(LIVE)』(1989/9/25･10SD-36)
19. 『ENDLESS GAME：THE THEME FROM BIG WAVE(LIVE)』(1990/4/25･AMDM-6009)＊TBS日劇『誘惑』主題歌
20. 『：』(1991/5/10･AMDM-6034)　＊第一生命廣告曲。c/w：TBS新聞節目主題曲
21. 『：ONLY WITH YOU(LIVE)』(1991/8/25･AMDM-6040)＊日産SKYLINE（R32型）マイナーチェンジ版廣告曲
22. 『：BLOW』(1992/8/25･AMDM-6050)　＊綜藝節目、日劇「教習所物語」片尾曲
23. 『MAGIC TOUCH：I DO』（1993/6/8･AMDM-6090)＊日立Maxell CD-XLII錄音帶廣告曲
24. (1993/10/25･AMDM-6098)＊日産SKYLINE（R33型）廣告曲
25. 『MEDLEY:BELLA NOTTE～：HAVE YOURSELF A MERRY LITTLE CHRISTMAS』
26. 『：DOWNTOWN(ORIGINAL SINGLE MIX)』(1994/1/25･AMDM-6103)
27. 『：(LIVE)』(1995/11/1･AMDM-6145)　＊c/w『二人の夏』為翻唱自「愛奴」（濱田省吾曾參與的樂團，與Sugar Babe於同時期活動）樂團的曲目
28. 『-～STAND IN THE LIGHT：(LIVE)』(1996/2/10･AMDM-6160)
29. 『DREAMING GIRL：(LIVE)』(1996/5/1･AMDM-6165)　＊NHK連続テレビ小説『]』主題歌。c/w『砂の女』為翻唱自鈴木茂的曲目
30. (1998/1/28･WPDV-7130) ＊TBS新聞節目主題曲
31. 『：』(1998/4/29･WPDV-7150)
32. 『LOVE CAN GO THE DISTANCE：WHEN YOU WISH UPON A STAR』(1999/11/10･WPCV-10060)＊NTTコミュニケーションズ廣告曲
33. 『：(LIVE)』(2000/7/12･WPCV-10033)＊電影主題歌
34. 『：SO MUCH IN LOVE(NEW VOCAL REMIX)』(2001/6/27･WPCV-10035)
35. 『(2003 NEW VOCAL REMIX)：』(2003/6/11･WPCL-70003)＊電影『恋愛写真』主題歌，但編曲、和音大體上均保留舊版音源，配唱部分為重新錄音版本
36. 『：』(2004/8/4･WPCL-70017)　＊NHK動畫片尾＆片頭曲
37. 『FOREVER MINE：MIDAS TOUCH』(2005/1/19･WPCL-10152)＊電影『東京タワー』（江國香織原作）主題歌
38. (2005/4/27･WPCL-10187)　＊新聞節目主題曲
39. 『：』(2005/10/26･WPCL-10242)
40. (2008/3/12)　＊日劇「沒有玫瑰的花店」主題歌
41. 『：』（2009/8/19・WPCL-10741）
  - ※A面：動畫電影《夏日大作戰》主題歌。B面：TBS系「総力報道! THE NEWS」主題歌。
42.  c/w Happy Gathering Day（2010年4月14日）－ CD-S:WPCL-10776
  - A面：電影主題歌
  - B面：肯德基炸雞40周年紀念主題歌
43. （2010年6月2日）
  1. 街物語(まちものがたり)
  2. (FOLLOW ME ALONG)('09 Live Version)
  3. 街物語(まちものがたり)(Original Karaoke)

  - ※A面：TBS日劇《新参者》主題歌
44. （2011/3/9・WPCL-10930）
  1.  ※TBS系日劇　日曜劇場《冬櫻之戀》（冬のサクラ）主題歌。
  2.  （'09 Live Version） ※廣告曲的2009年演唱會錄音版本。
  3. （Original Karaoke）
45. （2013/10/9・WPCL-11607）
  1.  (Original Karaoke)
  2.  (Original Karaoke)

  - ※A面：電影《向陽處的她》主題歌
  - ※1.：NHK日劇《第二樂章》主題歌

### 單曲（重發）
- 『DOWNTOWN：』　＊A面曲為Sugar Babe演唱(1982/4/1･07SH-1166)
- 『：BLOW('98 REMIX)』(1999/7/14･WPDV-10020)
- 『LOVELAND, ISLAND：YOUR EYES』(2002/1/23･BVCR-19907)（RCA・AIR企畫的首張重發單曲）＊富士電視台日劇『漂流教室』主題歌
- 『RIDE ON TIME：』(2003/2/19･BVCR-19604)（重發）＊TBS日劇『GOOD LUCK!』主題歌

### 曾拍攝過音樂影帶的曲目
除部分曲目之外，山下本人均並未出現於畫面中。
- DREAMING GIRL

由女星佐藤珠緒演出。山下本人則以電影院中的剪影方式登場。
- LOVELAND, ISLAND

MV由少年隊的東山紀之參與演出。
- RIDE ON TIME
- FOREVER MINE

由嶋田久作、高津飛鳥演出。以類戲劇風格拍攝，並於「MVA06」中入圍「BEST STORY VIDEO」獎項。
由於在『鬧鐘電視』節目中播出時的畫面，山下達郎本人相當欣賞，因此在略為修改風格後，由同一位導演拍攝了動畫風格的MV。
為了配合做專輯『RARITIES』的主打歌而製作。
由搭配電影男主角岡村隆史參與演出。
由初音映莉子演出。
- (30th Anniversary Ver.)

## 樂曲提供
歌手名依50音順序列記。
- - （作詞：吉田美奈子、作曲 • 編曲：山下達郎）[8]
  - （作詞：吉田美奈子、作曲 • 編曲：山下達郎）[8]
  - （作詞：康珍化、作曲 • 編曲：山下達郎）
  - BOOGIE WOOGIE LOVE TRAIN（作詞：Chris Mosdell（英语）、作曲 • 編曲：山下達郎）
- 池田典代
  - DREAM IN THE STREET（作詞：池田典代、作曲 • 編曲：山下達郎）[8]
- EPO
  - （作詞：EPO、作曲 • 編曲：山下達郎）
- 円道一成
  - L.A. BABE（作詞：大津あきら、作曲 • 編曲：山下達郎）[8]
  - Déjà Vu（作詞：山川啓介、作曲 • 編曲：山下達郎）[8]
- 大貫妙子
  - （作詞 • 作曲：山下達郎）※未發售
  - （作詞：大貫妙子、作曲：山下達郎）※未發售
- 笠井紀美子
  - （作詞：安井一美、作曲：山下達郎、編曲：鈴木宏昌）
- KinKi Kids
  - （作詞：松本隆、作曲 • 編曲：山下達郎）
  - （作詞：松本隆、作曲 • 編曲：山下達郎）
  - （作詞：松本隆、作曲：山下達郎、編曲：船山基紀）
  - Happy Happy Greeting（作詞：松本隆、作曲 • 編曲：山下達郎）
  - Amazing Love（作詞： KinKi Kids / 作曲．編曲：山下達郎/ 弦樂編曲：室屋光一郎）
- - LET'S DANCE BABY（作詞：吉岡治、作曲：山下達郎、編曲：梅垣達志）
  - TOUCH ME LIGHTLY（作詞：Chris Mosdell、作曲：山下達郎、編曲：梅垣達志）
  - MY BLUE TRAIN（作詞：吉岡治、作曲：山下達郎、編曲：梅垣達志）
- 黒木真由美
  - （作詞：喜多条忠、作曲 • 編曲：山下達郎）
  - （作詞：喜多条忠、作曲 • 編曲：山下達郎、弦樂編曲：矢野誠）
- 近藤真彦
  - （作詞：松本隆、作曲 • 編曲：山下達郎）
  - （作詞：、作曲 • 編曲：山下達郎）
  - （作詞：松本隆、作曲 • 編曲：山下達郎）
  - Momoko（作詞：松本隆、作曲 • 編曲：山下達郎）
  - One more time（作詞：松本隆、作曲 • 編曲：山下達郎）
- 桜田淳子
  - （作詞：岩沢律、作曲：山下達郎、編曲：椎名和夫）[8]
  - （作詞：島、作曲：山下達郎、編曲：椎名和夫）[8]
- 少年隊
  - （作詞：秋元康、補作詞：山下達郎 • Alan O'Day、作曲：山下達郎 • Alan O'Day、編曲：井上鑑、和音編曲：山下達郎）
- 鈴木雅之
  - Guilty（作詞：竹内、作曲 • 編曲：山下達郎）
  - Misty Mauve　作詞：竹内、作曲 • 編曲：山下達郎）
  - （作詞 • 作曲 • 編曲：山下達郎）
- - （作詞：山下達郎、作曲：細井豊）[8]
- 竹内
  - （作詞：竹内、作曲 • 編曲：山下達郎）
  - Every Night（作詞：Alan O'Day、作曲：山下達郎、編曲：Jay Graydon（英语） & David Foster、弦樂&管樂編曲：Greg Mathieson、和音編曲：Alan O'day）
  - （作詞：竹内、作曲：山下達郎、編曲：Gene Page（英语））
  - （作詞 • 作曲：山下達郎、編曲：Al Capps（英语））
  - （作詞：大貫妙子、作曲 • 編曲：山下達郎）
  - Morning Glory（作詞 • 作曲：山下達郎、編曲：Jay Graydon & David Foster、弦樂&管樂編曲：Greg Mathieson、和音編曲：安部恭弘）
  - （作詞：大貫妙子、作曲 • 編曲：山下達郎）
- - （作詞：加治木剛、作曲：山下達郎、編曲：浦山秀彦）[8]
- 中原理恵
  - （作詞：吉田美奈子、作曲 • 編曲：山下達郎）
  - （作詞：中原理恵、作曲：山下達郎、編曲：山下達郎 • 坂本龍一）
  - （作詞：吉田美奈子、作曲：山下達郎、編曲：坂本龍一）
  - 個室（作詞：吉田美奈子、作曲 • 編曲：山下達郎）
  - （作詞：吉田美奈子、作曲 • 編曲：山下達郎）
- 難波弘之（日语）
  - (THE DOOR INTO SUMMER)（作詞：吉田美奈子、作曲：山下達郎、編曲：難波弘之）
  - (THE STRAWBERRY WINDOW)（作詞：吉田美奈子、作曲：山下達郎、編曲：難波弘之）
  - 鵬（作曲 • 編曲：難波弘之 • 山下達郎）
- NEWS
  - SNOW EXPRESS（作詞：伊達歩、作曲：山下達郎、編曲：Stefan Engblom • Axel Bellinder、Rap詞：山下智久）
- 原久美子
  - Magic Night（作詞：竜真知子、作曲：山下達郎、編曲：乾裕樹）
- 14 KARAT SOUL
  - THE GIRL IN WHITE（作詞：Alan O'Day、作曲：山下達郎、編曲：14 KARAT SOUL）
- 法蘭克永井
  - （作詞：伊藤銀次、作曲 • 編曲：山下達郎、弦樂編曲：乾裕樹）[8]
  - WOMAN（作詞 • 作曲 • 編曲：山下達郎、弦樂編曲：乾裕樹）[8]
- 堀江
  - Loving You（作詞：竜真知子、作曲：山下達郎、編曲：渡辺健）
- 水口晴幸
  - King Of Rock'n Roll（作詞：水口晴幸、作曲 • 編曲：山下達郎 • 椎名和夫）
  - （作詞：水口晴幸、作曲 • 編曲：山下達郎）
  - Black Or White（作詞：水口晴幸、作曲 • 編曲：山下達郎）
- 村田和人
  - （作詞：竹内まりや、作曲：山下達郎）
- 村松邦男
  - （作詞：山下達郎、作曲 • 編曲：村松邦男）[8]
- 森岡純
  - （譯詞：山下達郎、作曲：歐文·柏林、編曲：勝田修平）
- 森光子
  - （作詞：竹内、作曲：山下達郎）
- 吉田美奈子（日语）
  - LAST STEP（作詞：吉田美奈子、作曲：矢野誠 • 山下達郎）
  - （作詞：吉田美奈子、作曲：山下達郎、編曲：矢野誠）
  - (I'LL TEACH YOU ALL ABOUT LOVE)（作詞：吉田美奈子、作曲：山下達郎、編曲：Gene Page）
  - (FLAMES OF LOVE)（作詞：吉田美奈子、作曲：山下達郎、編曲：Gene Page）
  - (CLOUDS)（作詞：吉田美奈子、作曲：山下達郎、編曲：Gene Page）
  - RAINY DAY（作詞：吉田美奈子、作曲：山下達郎、編曲：吉田美奈子）
- Linda Carriere
  - Up On His Luck（作詞：James Ragan、作曲：山下達郎）※未發表
  - Love Celebration（作詞：James Ragan、作曲：山下達郎）※未發表
- 搖滾音樂劇《哈姆雷特》（ロック・ミュージカル ハムレット）
  - （作詞：中島梓、作曲：山下達郎、編曲：矢野誠）[8]
  - ／ 岩崎宏美（作詞：小林和子、作曲：山下達郎、編曲：矢野誠）[8]
  - ／尾藤功男（作詞：小林和子、作曲：山下達郎、編曲：矢野誠）[8]

## 華語樂壇翻唱作品
- 「GET BACK IN LOVE」

周華健「純真的心不變」（國語）
張立基「盼你此刻奔向我」（粵語）
- 「潮騒(THE WHISPERING SEA)」

草蜢「愛過」（粵語）／「告訴我你曾經愛過我」（國語）
比莉「比莉不要哭」（國語，1982年專輯《愛得太苛》收錄曲）

## 註解
1. ↑  biog.
2. 1 2  山下達郎在Allmusic上的頁面. [2020-10-16].
3. 1 2 3
4. ↑  . LEON オフィシャルWebサイト. 主婦と生活社. 2018-06-07  [2020-10-16]. （原始内容存档于2023-04-17）.
5. ↑  official.
6. ↑  Discogs_Tenderberry.
7. 1 2 3 4 5 6 7 8 9 10 11 12 13 14 15  『THE WORKS OF TATSURO YAMASHITA Vol.1 –山下達郎作品集 Vol.1–』（2004年4月發售 WILD HONEY CD:WCD-8004）收錄。

## 外部連結
当事者発信
- 山下達郎 OFFICIAL WEB SITE［ref name : official］
  - top : . スマイルカンパニー.   [2020-07-10]. （原始内容存档于2020-06-07）.［ref name : official_2020］
  - biography : . 2020  [2020-07-10]. （原始内容存档于2021-07-03）.［ref name : biog］
  - news : .   [2020-07-10]. （原始内容存档于2021-07-11）.［ref name : news］

関係者発信
- テンダベリーミュージック (Tenderberry Music)  ※音楽家・録音原盤管理者（著作権管理者）。
  - . Discogs. Zink Media, Inc.   [2020-07-10]. （原始内容存档于2021-06-22）.［ref name : Discogs_Tenderberry］
  - . Discogs. Zink Media, Inc.   [2020-07-11]. （原始内容存档于2021-06-22）.［ref name : Discogs］

- . 公式ウェブサイト. ワーナーミュージック・ジャパン.   [2020-07-10]. （原始内容存档于2012-09-29）.［ref name : Warner］
  - biography : .   [2020-07-10]. （原始内容存档于2021-06-22）.［ref name : Warner-biog］
  - news : .   [2020-07-10]. （原始内容存档于2021-07-10）.［ref name : Warner-news］

- ソニー・ミュージックエンタテインメント（公式ウェブサイト）
  - .   [2020-07-10]. （原始内容存档于2021-06-22）.※RCA/AIR時代の作品紹介。［ref name : Sony-RCAAIR］
    - biography : .   [2020-07-10]. （原始内容存档于2021-06-22）.［ref name : Sony-biog］

  - .   [2020-07-10]. （原始内容存档于2021-06-22）.※ナイアガラ・レーベルの作品紹介。［ref name : Sony-Niagara］

第三者発信
- Tatsurô Yamashita在互联网电影资料库（IMDb）上的資料（英文）
  - . Internet Movie Database (IMDb). Amazon.com.   [2020-07-10]. （原始内容存档于2021-06-22） （英语）.［ref name : IMDb］
  - .   [2020-07-10]. （原始内容存档于2021-06-22） （英语）.［ref name : IMDb-biog］